# Été 85
Pour plus de détails, voir Fiche technique et Distribution.
Été 85 est un film dramatique français écrit et réalisé par François Ozon, sorti en 2020.
Il s'agit de l'adaptation du roman La Danse du coucou (Dance on My Grave) d'Aidan Chambers.
Le film a reçu le label du Festival de Cannes 2020.

## Synopsis
Au début de l'été 1985, en Normandie, Alexis, ou Alex, alors âgé de seize ans, fait une sortie en mer. Son bateau chavire cependant à l'approche de l'orage, et il est secouru par David, un jeune homme de dix-huit ans. Une histoire d'amour tumultueuse débute entre les deux garçons. 
À la suite de six semaines idylliques, David couche avec une jeune femme anglaise rencontrée plus tôt par Alex, dénommée Kate. Cet incident entraîne une dispute entre David et Alex, qui quitte en trombe le magasin où les deux garçons travaillent. Dans l'après-midi, David meurt dans un accident de moto. Alex est effondré et se sent coupable lorsque Mme Gorman lui apprend que David était parti le chercher et qu'elle n'a pas pu le retenir. Il est soutenu par Kate, devenue sa confidente, et M. Lefèvre, son professeur de lettres. Après deux escapades au cimetière, il respecte le pacte conclu plus tôt entre les deux amants : aller danser sur la tombe de celui qui mourra le premier. C'est cet événement qui l'entraînera en détention provisoire, sur laquelle débute le film.
Grâce à Kate, le juge pense que la profanation de la tombe de David est conséquence d'une rivalité pour une fille. L'homosexualité d'Alex n'est pas dévoilée, et il s'en tire avec des heures de travaux communautaires. Le film termine sur une note d'espoir : Alex reconnaît un homme aidé par David le jour de leur rencontre, avec lequel il part en mer.
Le film est construit sur des allées et venues entre le temps des faits et celui du récit qu'Alex en fait, à la suggestion de M. Lefèvre en vue de sa comparution devant la justice.

## Fiche technique
- Titre original : Été 85
- Réalisation et scénario : François Ozon, d'après le roman La Danse du coucou (Dance on My Grave) d'Aidan Chambers
- Décors : Benoît Barouh
- Costumes : Pascaline Chavanne
- Musique : Jean-Benoît Dunckel
- Photographie : Hichame Alaouié
- Son : Brigitte Taillandier
- Montage : Laure Gardette
- Production : Éric et Nicolas Altmayer
- Sociétés de production : Mandarin Production et FOZ ; SOFICA : Cofimage 31, Indéfilms 8, LBPI 13, Palatine Etoile 17, SG Image 2018
- Société de distribution : Diaphana Distribution (France)
- Budget : 6,10 millions d'euros
- Pays de production :  France
- Langue originale : français
- Format : couleur — Super 16 — 1,85:1
- Genre : drame
- Durée : 100 minutes
- Dates de sortie :
  - France : 2 juillet 2020 (première à Lyon)[2] ; 14 juillet 2020 (sortie nationale)
  - Belgique : 15 juillet 2020
  - Suisse romande : 22 juillet 2020
  - Québec : 26 février 2021

## Distribution
- Félix Lefebvre : Alexis Robin
- Benjamin Voisin : David Gorman
- Philippine Velge : Kate
- Valeria Bruni Tedeschi : Madame Gorman, la mère de David
- Melvil Poupaud : Monsieur Lefèvre, le professeur de littérature d'Alexis
- Isabelle Nanty : Madame Robin, la mère d'Alexis
- Laurent Fernandez : Monsieur Robin, le père d'Alexis
- Aurore Broutin : l'éducatrice
- Bruno Lochet : Bernard, le gardien de la morgue
- Antoine Simony : Chris
- Yoann Zimmer : Luc

## Production

### Développement
Le titre du film devait initialement être Un été 84 ou Été 84. Il a été changé à la suite de l'inclusion de la chanson In Between Days de Robert Smith (du groupe The Cure), sortie en 1985.

### Tournage
Le tournage a lieu du 28 mai au 26 juin 2019 en Normandie, plus précisément dans la ville du Tréport pour les scènes de voiles, de plage ou dans le magasin, ainsi que dans les villes d'Eu et d'Yport pour les scènes dans les maisons,,. La scène dans la morgue a été tournée à Neuilly-sur-Marne[réf. nécessaire].

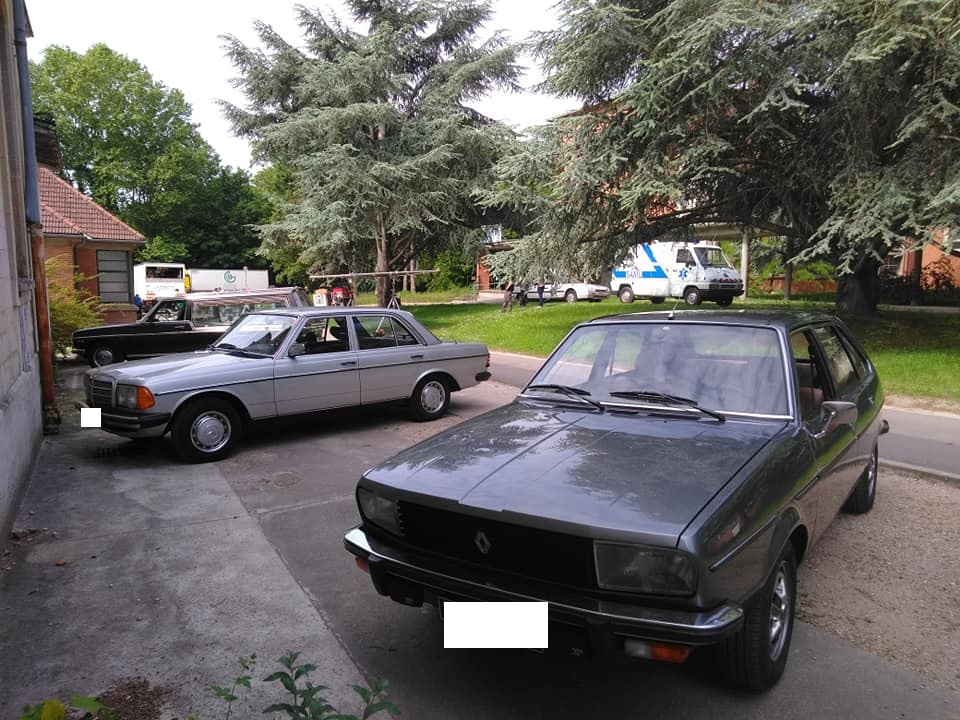
Photos des véhicules utilisés pour le tournage en mai 2019.
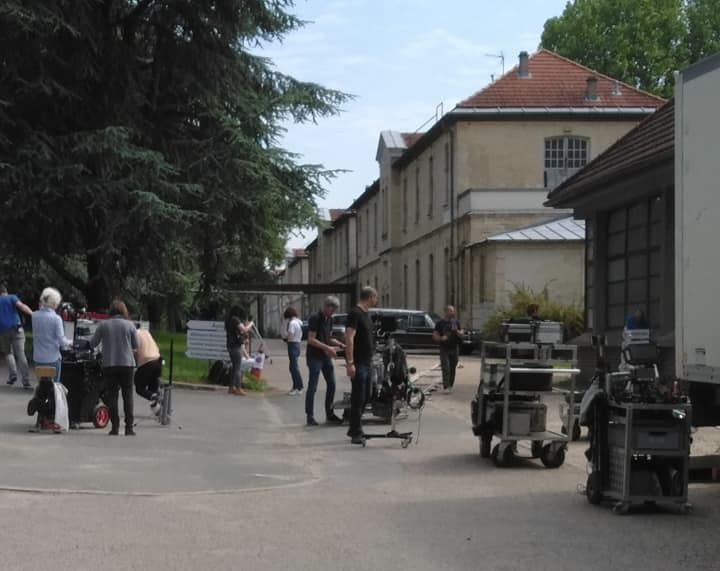
Photo des techniciens le jour du tournage en mai 2019.

Le film est entièrement tourné en Super 16, le format des premiers courts métrages de François Ozon. Ce choix a été fait ici parce que « la pellicule s'impose » pour un film d'époque et que le réalisateur aime le grain particulier du Super 16,.

## Musique

### Bande originale
1. Été 85
2. David
3. L'Ami de mes rêves
4. La Tombe
5. La Vitesse
6. Le Pacte
7. Le Commencement de la fin
8. Summer Love
9. Le Verdict
10. Le Feu
11. Le Père de David
12. Tape cul

### Titres additionnels
La musique du film reprend plusieurs œuvres emblématiques des années 1980, (In Between Days de The Cure (1985), Forest Fire de Lloyd Cole and the Commotions, Tarzan Boy de Baltimora et Toute Première Fois de Jeanne Mas), ainsi qu'un classique des années 1970, Sailing de Rod Stewart (1975).

## Accueil

### Sortie
Le film n'a pas pu avoir sa première au Festival de Cannes 2020, annulé en raison de la pandémie de Covid-19. Il sort cependant en salles à la date prévue, le 14 juillet 2020, peu après la réouverture des salles de cinéma.

### Critiques
En France, le site Allociné recense une moyenne des critiques presse de 3,9/5.
Pour Jean-Michel Frodon sur Slate, François Ozon fait « de la romance estivale entre deux adolescents dans un port normand durant la saison que désigne le titre un mélodrame flamboyant et en même temps très proche, très intime ».
Pour Le Figaro Magazine, le film « séduit par son histoire d'amour au dénouement incertain, mais aussi par son esthétisme aux charmes surannés ».
Pour Véronique Cauhapé du journal Le Monde, « Été 85 n'a pas cette prétention qui additionne, de manière assumée, les codes du « teen movie ». Territoire auquel le réalisateur, par une reconstitution méticuleuse de l'époque, une écriture dépossédée de l'humour qui fait tout le sel du roman et une tendre observation des personnages, adjoint une nostalgie sans pondération ».

### Box-office
Malgré un très bon démarrage avec 32 249 entrées le premier jour en France, le film termine après dix semaines d’exploitation avec seulement 364 030 entrées. Ce petit nombre d'entrées ne permettra pas au film de rentabiliser son budget initial de plus de 6 millions d'euros.
| Pays ou région | Box-office      | Date d'arrêt du box-office | Nombre de semaines |
| -------------- | --------------- | -------------------------- | ------------------ |
| France         | 364 030 entrées | 22 septembre 2020          | 10                 |
| Total mondial  | 2 959 725 $     | -                          | -                  |

## Distinctions

### Récompenses
- Festival international du film de Rome 2020 : Prix du public[22]
- Lumières 2021[23] :
  - Révélation masculine pour Benjamin Voisin et Félix Lefebvre
  - Meilleure image pour Hichame Alaouié

### Nominations
- Lumières 2021 :
  - Meilleur film
  - Meilleure mise en scène pour François Ozon
- César 2021[24] :
  - Meilleur film
  - Meilleure réalisation pour François Ozon
  - Meilleure actrice dans un second rôle pour Valeria Bruni Tedeschi
  - Meilleur espoir masculin pour Félix Lefebvre
  - Meilleur espoir masculin pour Benjamin Voisin
  - Meilleure adaptation pour François Ozon
  - Meilleur musique originale pour Jean-Benoît Dunckel
  - Meilleur son pour Brigitte Taillandier, Julien Roig et Jean-Paul Hurier
  - Meilleur photographie pour Hichame Alaouié
  - Meilleur montage pour Laure Gardette
  - Meilleurs costumes pour Pascaline Chavanne
  - Meilleurs décors pour Benoît Barouh
  - César des lycéens

Avec treize nominations aux César du cinéma, mais aucune récompense lors de la cérémonie, Été 85 égalise le record du plus grand nombre de nominations pour un film n'ayant remporté aucun César à l'arrivée. Ce record avait été établi par Camille redouble, qui avait battu celui détenu par un autre film de François Ozon : Huit Femmes (douze nominations, aucune récompense).

### Sélections
- Label Festival de Cannes 2020
- Festival international du film de Saint-Sébastien 2020 : en compétition pour la Coquille d'or